# Projekt HGV
Als Projekt HGV (Langform: Hochgeschwindigkeitsverkehr der 90er Jahre und Inbetriebnahme der Neu- und Ausbaustrecken) wird ein 1984 von der Deutschen Bundesbahn initiiertes Vorhaben zur beschleunigten Betriebsaufnahme des Hochgeschwindigkeitsverkehrs in Deutschland bezeichnet.

## Hintergrund
Anfang 1984 waren die ersten beiden Neubaustrecken des Hochgeschwindigkeitsverkehrs in Deutschland (Hannover–Würzburg und Mannheim–Stuttgart) ebenso im Bau wie der ICE-Vorläuferzug InterCityExperimental.
Das ursprünglich vorgesehene, aus dem Jahr 1975 stammende Betriebskonzept der beiden neuen Strecken sah vor, auf den Strecken zunächst die vorhandenen IC-Züge mit einer Höchstgeschwindigkeit von 200 km/h verkehren zu lassen. Personen- und Güterzüge sollten dabei im regellosen Mischverkehr verkehren. Die noch aus den 1950er und 1960er Jahren stammenden IC-Abteilwagen der 2. Klasse sollten durch neue Fahrzeuge ersetzt werden.
Neben etwa 600 t schweren TEE- und IC-Zügen, die mit 200 km/h verkehren sollten, waren Schnellzüge (700 t) mit 160 km/h sowie TEE-M- und Schnellgüterzüge (1.500 t) mit 100 km/h vorgesehen (Stand: Mitte 1982). In der zweiten Betriebsstufe war eine Höchstgeschwindigkeit von 250 km/h für TEE- und IC-Züge, 200 km/h für Schnellzüge sowie 120 km/h für Güterzüge vorgesehen. (Stand: 1982)
Infrastrukturseitig waren dabei für die erste Betriebsstufe für Überleitstellen abzweigend mit 100 km/h befahrbare Weichen (Bauform 60–1200–1:18,5) geplant. Für die zweite Ausbaustufe sollten abzweigend mit 130 km/h befahre Weichen (Bauform 60–2500–1:26,5) zum Einsatz kommen. Die Weichen der Abzweigstellen sollten zunächst mit 130 km/h befahren werden können, wobei ein späterer optionaler Ausbau für 160 km/h berücksichtigt wurde.

## Beschluss
In Frankreich fuhr der ab Ende 1981 auf der Schnellfahrstrecke LGV Sud-Est verkehrende TGV große kommerzielle Erfolge ein und steigerte das Image der französischen Staatsbahn weltweit.
Vor diesem Hintergrund wurde ab Anfang 1984 die Möglichkeit geprüft, die beiden deutschen Neubaustrecken an Stelle der ursprünglichen Pläne mit ihrer Entwurfsgeschwindigkeit von 250 km/h in Betrieb zu nehmen. Dazu waren ein neues Betriebsprogramm für Reise- und Güterzüge ebenso zu entwickeln wie Fahrzeugmaterial für diesen Geschwindigkeitsbereich zu beschaffen. Gleichzeitig fehlten Erfahrungen mit Technik und Betrieb eines solchen Hochgeschwindigkeitssystems.
Das Projekt HGV wurde am 28. Mai 1984 durch den Vorstand der Deutschen Bundesbahn beschlossen. Drei Gründe waren für diese Entscheidung maßgebend: Zum einen forderte das den InterCityExperimental mitfinanzierende und zunehmenden Sparzwängen unterworfene Bundesministerium für Forschung und Technologie eine klare Aussage der DB, wie sie es mit dem Hochgeschwindigkeitsverkehr halte. Zum zweiten kam die Verkehrswissenschaft zu dem Schluss, dass ein Hochgeschwindigkeitsverkehr wirtschaftlich betrieben werden könne. Als dritter Grund wird der große Erfolg des 1981 angelaufenen TGV-Systems angegeben.
Das Projektziel lautete: „Die Fertigstellung des ersten Teils der NBS und ABS bietet die Chance zur umfassenden, kundenorientierten Neugestaltung des Intercity-Systems der DB. Neue oder verbesserte Infrastruktur (NBS/ABS), moderne Betriebsleittechnik und neuzeitliche Fahrgastbedienungssysteme sollen sich zu einem Gesamtsystem zusammenfügen und durch aufeinander abgestimmte Eigenschaften einen marktwirksamen Qualitätssprung im Schienenpersonenfernverkehr ermöglichen.“
Das Projekt war fachgebietsübergreifend angelegt und in einer Matrix organisiert. Das Projektbüro HGV unterstand, unter der Leitung von Peter Münchschwander, direkt dem Vorstand der DB. Ihm untergliedert waren zwölf Projektbereiche (Organisationsstand: März 1989).
Die dazu nötigen Änderungen an der Streckenplanung waren gering, v. a. weil schon die Oberleitung vom Typ Re 250 erprobt und für den Einbau vorgesehen war.

## Realisierung
Die Neubaustrecken wurden am 2. Juni 1991 mit der ersten Generation des ICE (ICE 1) und einer zulässigen Höchstgeschwindigkeit von bis zu 250 km/h auf voller Länge in Betrieb genommen.